# Валіуллін Едуард Гусманович
Едуард Гусманович Валіуллін (28 листопада 1966, м. Таллінн, Естонія) — естонський хокеїст, центральний нападник. Головний тренер ХК «Ліда».  
Вихованець ДЮСШ Таллінн. Виступав за «Таллінн Таллекс», «Сокіл» (Київ), ШВСМ (Київ), СайПа (Лаппеенранта), «Коткан Тітааніт», «Рубін» (Тюмень), «Лада» (Тольятті), «Беркут» (Київ), «Нафтовик» (Леніногорськ), ХК «Гомель», «Таллінн Старс».
У складі національної збірної Естонії учасник чемпіонатів світу 1994 (група C2), 1995 (група C), 1997 (група C), 1998 (група B), 1999 (група B), 2000 (група B), 2001 (дивізіон I), 2003 (дивізіон I), 2004 (дивізіон I), 2006 (дивізіон I) і 2007 (дивізіон I).
Досягнення
- Срібний призер МХЛ (1995).

Тренерська кар'єра
- Головний тренер юніорської збірної Білорусі (2011)
- Головний тренер ХК «Ліда» (з 2011)